# Liste der denkmalgeschützten Objekte in Vöcklabruck
Die Liste der denkmalgeschützten Objekte in Vöcklabruck enthält die 88 denkmalgeschützten, unbeweglichen Objekte der oberösterreichischen Bezirkshauptstadt Vöcklabruck.

## Denkmäler
| Foto |                 | Denkmal                                                                                             | Standort                                                        | Beschreibung | Metadaten |
| ---- | --------------- | --------------------------------------------------------------------------------------------------- | --------------------------------------------------------------- | --- | --- |
| ja   | Datei hochladen | Hort der Franziskanerinnen HERIS-ID: 94630 Objekt-ID: 109789                                        | Dr. Alois Scherer-Straße 2 Standort KG: Vöcklabruck             | | BDA-Hist.: Q37764743 Status: § 2a Stand der BDA-Liste: 2025-06-30 Name: Hort der Franziskanerinnen GstNr.: .247                                                                                |
| ja   | Datei hochladen | Knabenhauptschule HERIS-ID: 94637 Objekt-ID: 109796                                                 | Dr. Alois Scherer-Straße 6 Standort KG: Vöcklabruck             | 1908 als „Kaiser-Franz-Josef-Jubiläums-Bürgerschule“ eröffnet. 1915 wurde die Schule für militärische Zwecke geräumt und der Schulunterricht erfolgte in den weiteren Kriegsjahren in Gasthäusern. | BDA-Hist.: Q37764752 Status: § 2a Stand der BDA-Liste: 2025-06-30 Name: Knabenhauptschule GstNr.: .292                                                                                         |
| ja   | Datei hochladen | Villa Czerwenka samt Ausstattung und Gartenzaun HERIS-ID: 74204 Objekt-ID: 87604                    | Dr. Alois Scherer-Straße 9 Standort KG: Vöcklabruck             | Die Oskar-Czerwenka-Villa wurde von der Stadtgemeinde angekauft, renoviert, mit einem kubischen Zubau erweitert und um 5 Mio. Euro 2008 zur Landesmusikschule umgebaut. Der Gartenzaun und der Park wurden dabei geschleift und darauf ein Kinderspielplatz und Parkplatz errichtet.                         | BDA-Hist.: Q38134262 Status: Bescheid Stand der BDA-Liste: 2025-06-30 Name: Villa Czerwenka samt Ausstattung und Gartenzaun GstNr.: .266, 148                                                  |
| ja   | Datei hochladen | Evang. Pfarrkirche A.B., Friedenskirche und Friedhof HERIS-ID: 94722 Objekt-ID: 109884              | gegenüber Feldgasse 15 Standort KG: Vöcklabruck                 | Ein in neuromanischem Stil nach Plänen von Hermann Wehrenfennig in den Jahren 1871/72 bis 1875 errichteter Sakralbau. Anlässlich der 100-Jahr-Feier Kaiser Josephs II. Toleranzpatentes wurde 1981 die Kirche zur „Friedenskirche“ erklärt.                                                                  | BDA-Hist.: Q25928198 Status: § 2a Stand der BDA-Liste: 2025-06-30 Name: Evang. Pfarrkirche A.B., Friedenskirche und Friedhof GstNr.: 60/2, 60/3, 60/11, 60/4 Evangelische Kirche (Vöcklabruck) |
| ja   | Datei hochladen | Wohnhaus, ehem. Bruderhaus oder Bürgerspital HERIS-ID: 94375 Objekt-ID: 109527                      | Gmundner Straße 32 Standort KG: Vöcklabruck                     | | BDA-Hist.: Q37764158 Status: Bescheid Stand der BDA-Liste: 2025-06-30 Name: Wohnhaus, ehem. Bruderhaus oder Bürgerspital GstNr.: .110                                                          |
| ja   | Datei hochladen | Schule der Franziskanerinnen mit Kapelle HERIS-ID: 94378 Objekt-ID: 109530                          | Graben 13 Standort KG: Vöcklabruck                              | Die Schulkapelle wurde 1894 errichtet, ihre acht Glasfenstern wurden von Josef Raukamp gestaltet (um 1921). | BDA-Hist.: Q37764167 Status: § 2a Stand der BDA-Liste: 2025-06-30 Name: Schule der Franziskanerinnen mit Kapelle GstNr.: .135, .136                                                            |
| ja   | Datei hochladen | Hatschek-Siedlung HERIS-ID: 94394 Objekt-ID: 109548                                                 | Hans Hatschek-Straße 27-45, unger. Nr. Standort KG: Vöcklabruck | Die Reihenhäuser der Siedlung für Arbeiter der Hatschek-Werke wurde 1930 nach Plänen von Mauriz Balzarek erbaut. | BDA-Hist.: Q37764244 Status: § 2a Stand der BDA-Liste: 2025-06-30 Name: Hatschek-Siedlung GstNr.: 55/6                                                                                         |
| ja   | Datei hochladen | Lebzelterhaus HERIS-ID: 94736 Objekt-ID: 109898                                                     | Hinterstadt 13-15 Standort KG: Vöcklabruck                      | Derzeit (2011) ist im Lebzelterhaus die städtische Bücherei und Galerie untergebracht. | BDA-Hist.: Q37764934 Status: § 2a Stand der BDA-Liste: 2025-06-30 Name: Lebzelterhaus GstNr.: .28, .29                                                                                         |
| ja   | Datei hochladen | Heimathaus, ehem. Benefiziatenhaus HERIS-ID: 52656 Objekt-ID: 60063                                 | Hinterstadt 19 Standort KG: Vöcklabruck                         | Das ehemalige Benefiziatenhaus stammt aus dem 16. Jahrhundert. Mit Stand 2011 wird es als Heimatmuseum genutzt. | BDA-Hist.: Q23689533 Status: Bescheid Stand der BDA-Liste: 2025-06-30 Name: Heimathaus, ehem. Benefiziatenhaus GstNr.: .31 Heimathaus, Vöcklabruck                                             |
| ja   | Datei hochladen | Stadtpfarrkirche St. Ulrich und ehem. Friedhofsfläche HERIS-ID: 95006 Objekt-ID: 110228             | neben Hinterstadt 19 Standort KG: Vöcklabruck                   | Die gotische, zweischiffige Hallenkirche wurde im 15. Jahrhundert errichtet. Der barocke Altar und die Kanzel stammen aus der Mitte des 18. Jahrhunderts. | BDA-Hist.: Q2327911 Status: Bescheid Stand der BDA-Liste: 2025-06-30 Name: Stadtpfarrkirche St. Ulrich und ehem. Friedhofsfläche GstNr.: .32, 191, 192 Stadtpfarrkirche Vöcklabruck            |
| ja   | Datei hochladen | Hort der Franziskanerinnen, ehem. Mutterhaus HERIS-ID: 94740 Objekt-ID: 109903                      | Hinterstadt 21 Standort KG: Vöcklabruck                         | | BDA-Hist.: Q37764960 Status: Bescheid Stand der BDA-Liste: 2025-06-30 Name: Hort der Franziskanerinnen, ehem. Mutterhaus GstNr.: .236, .33                                                     |
| ja   | Datei hochladen | Bürgerhaus HERIS-ID: 94745 Objekt-ID: 109908seit 2019                                               | Hinterstadt 23 Standort KG: Vöcklabruck                         | | BDA-Hist.: Q105646683 Status: Bescheid Stand der BDA-Liste: 2025-06-30 Name: Bürgerhaus GstNr.: .34, .36                                                                                       |
| ja   | Datei hochladen | Bürgerhaus HERIS-ID: 94748 Objekt-ID: 109911seit 2019                                               | Hinterstadt 30 Standort KG: Vöcklabruck                         | | BDA-Hist.: Q105646685 Status: Bescheid Stand der BDA-Liste: 2025-06-30 Name: Bürgerhaus GstNr.: .9/3                                                                                           |
| ja   | Datei hochladen | Wohn- und Geschäftshaus HERIS-ID: 113020 Objekt-ID: 131246seit 2019                                 | Parkstraße 1 Standort KG: Vöcklabruck                           | | BDA-Hist.: Q105646896 Status: Bescheid Stand der BDA-Liste: 2025-06-30 Name: Wohn- und Geschäftshaus GstNr.: .289, 116                                                                         |
| ja   | Datei hochladen | Wohn- und Geschäftshaus HERIS-ID: 94525 Objekt-ID: 109683seit 2019                                  | Parkstraße 2 Standort KG: Vöcklabruck                           | | BDA-Hist.: Q105646662 Status: Bescheid Stand der BDA-Liste: 2025-06-30 Name: Wohn- und Geschäftshaus GstNr.: .67/2                                                                             |
| ja   | Datei hochladen | Wohn- und Geschäftshaus HERIS-ID: 113016 Objekt-ID: 131242seit 2019                                 | Rudolf Jungmair-Gasse 1 Standort KG: Vöcklabruck                | | BDA-Hist.: Q105646887 Status: Bescheid Stand der BDA-Liste: 2025-06-30 Name: Wohn- und Geschäftshaus GstNr.: .159/2                                                                            |
| ja   | Datei hochladen | Wohn- und Geschäftshaus HERIS-ID: 113017 Objekt-ID: 131243seit 2019                                 | Rudolf Jungmair-Gasse 3 Standort KG: Vöcklabruck                | | BDA-Hist.: Q105646889 Status: Bescheid Stand der BDA-Liste: 2025-06-30 Name: Wohn- und Geschäftshaus GstNr.: .14                                                                               |
| ja   | Datei hochladen | Wohn- und Geschäftshaus HERIS-ID: 113018 Objekt-ID: 131244seit 2019                                 | Rudolf Jungmair-Gasse 5 Standort KG: Vöcklabruck                | | BDA-Hist.: Q105646891 Status: Bescheid Stand der BDA-Liste: 2025-06-30 Name: Wohn- und Geschäftshaus GstNr.: .15/1                                                                             |
| ja   | Datei hochladen | Wohn- und Geschäftshaus HERIS-ID: 113019 Objekt-ID: 131245seit 2019                                 | Rudolf Jungmair-Gasse 7 Standort KG: Vöcklabruck                | | BDA-Hist.: Q105646894 Status: Bescheid Stand der BDA-Liste: 2025-06-30 Name: Wohn- und Geschäftshaus GstNr.: .16                                                                               |
| ja   | Datei hochladen | Huebmer-Haus HERIS-ID: 94981 Objekt-ID: 110197                                                      | Salzburger Straße 8 Standort KG: Vöcklabruck                    | Derzeit (2011) ist im Haus das Museum der Heimatvertriebenen untergebracht. | BDA-Hist.: Q37765485 Status: § 2a Stand der BDA-Liste: 2025-06-30 Name: Huebmer-Haus GstNr.: .152/1, 136/1                                                                                     |
| ja   | Datei hochladen | Meierei des Mutterhauses der Franziskanerinnen HERIS-ID: 94953 Objekt-ID: 110164                    | Salzburger Straße 16 Standort KG: Vöcklabruck                   | | BDA-Hist.: Q37765462 Status: § 2a Stand der BDA-Liste: 2025-06-30 Name: Meierei des Mutterhauses der Franziskanerinnen GstNr.: .150/1                                                          |
| ja   | Datei hochladen | Mutterhaus der Franziskanerinnen mit Hauskapelle HERIS-ID: 94396 Objekt-ID: 109550                  | Salzburger Straße 18 Standort KG: Vöcklabruck                   | Im Mutterhaus befindet sich eine großräumige Kapelle, die 1905 errichtet und 2005 neu gestaltet wurde. Der 1988 seliggesprochene Priester Jakob Kern feierte hier seine erste hl. Messe. | BDA-Hist.: Q37764267 Status: § 2a Stand der BDA-Liste: 2025-06-30 Name: Mutterhaus der Franziskanerinnen mit Hauskapelle GstNr.: .273                                                          |
| ja   | Datei hochladen | Meldeamt HERIS-ID: 95000 Objekt-ID: 110220                                                          | Schwibbogen 3 Standort KG: Vöcklabruck                          | | BDA-Hist.: Q37765519 Status: § 2a Stand der BDA-Liste: 2025-06-30 Name: Meldeamt GstNr.: .12                                                                                                   |
| ja   | Datei hochladen | Unterer Stadtturm HERIS-ID: 52658 Objekt-ID: 60070                                                  | bei Stadtplatz 1 Standort KG: Vöcklabruck                       | Der untere Stadtturm wurde im 13. Jahrhundert erbaut und 1580 um ein Geschoß aufgestockt. Reste von Wappenfresken und einem Maßwerkfries aus dem Jahr 1502 wurden 1957 entdeckt und restauriert. | BDA-Hist.: Q64512961 Status: Bescheid Stand der BDA-Liste: 2025-06-30 Name: Unterer Stadtturm GstNr.: .158/1, .158/3 Unterer Stadtturm, Vöcklabruck                                            |
| ja   | Datei hochladen | Wohn- und Geschäftshaus HERIS-ID: 107800 Objekt-ID: 125163seit 2019                                 | Stadtplatz 1 Standort KG: Vöcklabruck                           | | BDA-Hist.: Q105646765 Status: Bescheid Stand der BDA-Liste: 2025-06-30 Name: Wohn- und Geschäftshaus GstNr.: .158/2                                                                            |
| ja   | Datei hochladen | Bürgerhaus HERIS-ID: 95268 Objekt-ID: 110578seit 2019                                               | Stadtplatz 2 Standort KG: Vöcklabruck                           | | BDA-Hist.: Q105646713 Status: Bescheid Stand der BDA-Liste: 2025-06-30 Name: Bürgerhaus GstNr.: .61, 115                                                                                       |
| ja   | Datei hochladen | Wohn- und Geschäftshaus HERIS-ID: 113006 Objekt-ID: 131232seit 2019                                 | Stadtplatz 3 Standort KG: Vöcklabruck                           | | BDA-Hist.: Q105646864 Status: Bescheid Stand der BDA-Liste: 2025-06-30 Name: Wohn- und Geschäftshaus GstNr.: .159/1                                                                            |
| ja   | Datei hochladen | Wohn- und Geschäftshaus HERIS-ID: 113193 Objekt-ID: 131441seit 2019                                 | Stadtplatz 4 Standort KG: Vöcklabruck                           | | BDA-Hist.: Q105647018 Status: Bescheid Stand der BDA-Liste: 2025-06-30 Name: Wohn- und Geschäftshaus GstNr.: .60                                                                               |
| ja   | Datei hochladen | Wohn- und Geschäftshaus HERIS-ID: 95065 Objekt-ID: 110292seit 2017                                  | Stadtplatz 5 Standort KG: Vöcklabruck                           | | BDA-Hist.: Q37765605 Status: Bescheid Stand der BDA-Liste: 2025-06-30 Name: Wohn- und Geschäftshaus GstNr.: .160/1                                                                             |
| ja   | Datei hochladen | Bürgerhaus HERIS-ID: 95069 Objekt-ID: 110296seit 2019                                               | Stadtplatz 6 Standort KG: Vöcklabruck                           | | BDA-Hist.: Q105646687 Status: Bescheid Stand der BDA-Liste: 2025-06-30 Name: Bürgerhaus GstNr.: .59                                                                                            |
| ja   | Datei hochladen | Bürgerhaus HERIS-ID: 95084 Objekt-ID: 110312seit 2019                                               | Stadtplatz 7 Standort KG: Vöcklabruck                           | | BDA-Hist.: Q105646689 Status: Bescheid Stand der BDA-Liste: 2025-06-30 Name: Bürgerhaus GstNr.: .161                                                                                           |
| ja   | Datei hochladen | Bürgerhaus HERIS-ID: 95087 Objekt-ID: 110315seit 2019                                               | Stadtplatz 8 Standort KG: Vöcklabruck                           | | BDA-Hist.: Q105646693 Status: Bescheid Stand der BDA-Liste: 2025-06-30 Name: Bürgerhaus GstNr.: .58/1                                                                                          |
| ja   | Datei hochladen | Bürgerhaus HERIS-ID: 95097 Objekt-ID: 110325seit 2019                                               | Stadtplatz 9 Standort KG: Vöcklabruck                           | | BDA-Hist.: Q105646696 Status: Bescheid Stand der BDA-Liste: 2025-06-30 Name: Bürgerhaus GstNr.: .162                                                                                           |
| ja   | Datei hochladen | Bürgerhaus HERIS-ID: 95086 Objekt-ID: 110314seit 2019                                               | Stadtplatz 10 Standort KG: Vöcklabruck                          | | BDA-Hist.: Q105646691 Status: Bescheid Stand der BDA-Liste: 2025-06-30 Name: Bürgerhaus GstNr.: .57                                                                                            |
| ja   | Datei hochladen | Wohn- und Geschäftshaus HERIS-ID: 95100 Objekt-ID: 110328seit 2019                                  | Stadtplatz 11 Standort KG: Vöcklabruck                          | Das Wohn- und Geschäftshaus Derflinger stammt aus dem Jahr 1922 von Heinrich Schmid und Hermann Aichinger. | BDA-Hist.: Q105646698 Status: Bescheid Stand der BDA-Liste: 2025-06-30 Name: Wohn- und Geschäftshaus GstNr.: .163/2                                                                            |
| ja   | Datei hochladen | Bürgerhaus HERIS-ID: 95257 Objekt-ID: 110561seit 2019                                               | Stadtplatz 12 Standort KG: Vöcklabruck                          | Anmerkung: geht durch bis zur Mühlbachgasse | BDA-Hist.: Q105646705 Status: Bescheid Stand der BDA-Liste: 2025-06-30 Name: Bürgerhaus GstNr.: .56/3, .56/1                                                                                   |
| ja   | Datei hochladen | Wohn- und Geschäftshaus HERIS-ID: 95101 Objekt-ID: 110329seit 2019                                  | Stadtplatz 13 Standort KG: Vöcklabruck                          | | BDA-Hist.: Q105646700 Status: Bescheid Stand der BDA-Liste: 2025-06-30 Name: Wohn- und Geschäftshaus GstNr.: .164                                                                              |
| ja   | Datei hochladen | Bürgerhaus mit Arkadenhof, barockem Brunnen und Denkmal HERIS-ID: 95102 Objekt-ID: 110330seit 2019  | Stadtplatz 14 Standort KG: Vöcklabruck                          | | BDA-Hist.: Q105646703 Status: Bescheid Stand der BDA-Liste: 2025-06-30 Name: Bürgerhaus mit Arkadenhof, barockem Brunnen und Denkmal GstNr.: .55, 125/4                                        |
| ja   | Datei hochladen | Bürgerhaus HERIS-ID: 95264 Objekt-ID: 110574seit 2019                                               | Stadtplatz 15 – 17 Standort KG: Vöcklabruck                     | Anmerkung: Vom Platz aus gesehen das linke der beiden zusammengehörigen Häuser | BDA-Hist.: Q105646707 Status: Bescheid Stand der BDA-Liste: 2025-06-30 Name: Bürgerhaus GstNr.: .165 Stadtplatz 15-17 & Schwibbogen 1, Vöcklabruck                                             |
| BW   | Datei hochladen | Wohn- und Geschäftshaus, ehem. Steueramtsgebäude/Rathaus HERIS-ID: 95266 Objekt-ID: 110576seit 2014 | Stadtplatz 15 – 17 Standort KG: Vöcklabruck                     | Anmerkung: Identadresse Schwibbogen 1, vom Platz aus gesehen das rechte der beiden zusammengehörigen Häuser | BDA-Hist.: Q37765959 Status: Bescheid Stand der BDA-Liste: 2025-06-30 Name: Wohn- und Geschäftshaus, ehem. Steueramtsgebäude/Rathaus GstNr.: .1 Stadtplatz 15-17 & Schwibbogen 1, Vöcklabruck  |
| ja   | Datei hochladen | Bürgerhaus HERIS-ID: 95265 Objekt-ID: 110575seit 2019                                               | Stadtplatz 16 Standort KG: Vöcklabruck                          | | BDA-Hist.: Q105646710 Status: Bescheid Stand der BDA-Liste: 2025-06-30 Name: Bürgerhaus GstNr.: .54                                                                                            |
| ja   | Datei hochladen | Ehem. Gasthof Alte Post HERIS-ID: 52657 Objekt-ID: 60064seit 2014                                   | Stadtplatz 18-20 Standort KG: Vöcklabruck                       | Der Kern des Hauses stammt aus dem 16. Jahrhundert, die Fassade aus der Mitte des 18. Jahrhunderts. Bemerkenswert sind ein Marmorbrunnen von 1623 und eine mit reichen Intarsien versehene Holztür von 1730.                                                                                                 | BDA-Hist.: Q38053254 Status: Bescheid Stand der BDA-Liste: 2025-06-30 Name: Ehem. Gasthof Alte Post GstNr.: .52/1, .53                                                                         |
| ja   | Datei hochladen | Bürgerhaus HERIS-ID: 95267 Objekt-ID: 110577seit 2019                                               | Stadtplatz 19 Standort KG: Vöcklabruck                          | | BDA-Hist.: Q105646711 Status: Bescheid Stand der BDA-Liste: 2025-06-30 Name: Bürgerhaus GstNr.: .2/1                                                                                           |
| ja   | Datei hochladen | Bürgerhaus HERIS-ID: 95269 Objekt-ID: 110580seit 2019                                               | Stadtplatz 21 Standort KG: Vöcklabruck                          | | BDA-Hist.: Q105646716 Status: Bescheid Stand der BDA-Liste: 2025-06-30 Name: Bürgerhaus GstNr.: .3/1                                                                                           |
| ja   | Datei hochladen | Ehem. Bezirkshauptmannschaft, ehem. Gericht HERIS-ID: 38771 Objekt-ID: 38370                        | Stadtplatz 22 Standort KG: Vöcklabruck                          | Das mehrstöckige Gebäude beherbergte ehemals das Gericht. Bemerkenswert ist eine Marienstatue aus dem 17. Jahrhundert, die in einer Nische im Obergeschoß an der Fassade angebracht ist. | BDA-Hist.: Q37983837 Status: Bescheid Stand der BDA-Liste: 2025-06-30 Name: Ehem. Bezirkshauptmannschaft, ehem. Gericht GstNr.: .51                                                            |
| ja   | Datei hochladen | Bürgerhaus HERIS-ID: 95271 Objekt-ID: 110584seit 2016                                               | Stadtplatz 23 Standort KG: Vöcklabruck                          | | BDA-Hist.: Q37765971 Status: Bescheid Stand der BDA-Liste: 2025-06-30 Name: Bürgerhaus GstNr.: .4                                                                                              |
| ja   | Datei hochladen | Bankgebäude HERIS-ID: 95273 Objekt-ID: 110586seit 2019                                              | Stadtplatz 24 Standort KG: Vöcklabruck                          | | BDA-Hist.: Q105646718 Status: Bescheid Stand der BDA-Liste: 2025-06-30 Name: Bankgebäude GstNr.: .50                                                                                           |
| ja   | Datei hochladen | Bürgerhaus HERIS-ID: 95274 Objekt-ID: 110587seit 2019                                               | Stadtplatz 25 Standort KG: Vöcklabruck                          | | BDA-Hist.: Q105646720 Status: Bescheid Stand der BDA-Liste: 2025-06-30 Name: Bürgerhaus GstNr.: .5                                                                                             |
| ja   | Datei hochladen | Bürgerhaus, Hotel Auerhahn HERIS-ID: 95275 Objekt-ID: 110588seit 2019                               | Stadtplatz 26 Standort KG: Vöcklabruck                          | | BDA-Hist.: Q105646721 Status: Bescheid Stand der BDA-Liste: 2025-06-30 Name: Bürgerhaus, Hotel Auerhahn GstNr.: .49 Hotel zum Auerhahn, Vöcklabruck                                            |
| ja   | Datei hochladen | Wohn- und Geschäftshaus HERIS-ID: 113007 Objekt-ID: 131233seit 2019                                 | Stadtplatz 27 Standort KG: Vöcklabruck                          | | BDA-Hist.: Q105646868 Status: Bescheid Stand der BDA-Liste: 2025-06-30 Name: Wohn- und Geschäftshaus GstNr.: .6                                                                                |
| ja   | Datei hochladen | Wohn- und Geschäftshaus HERIS-ID: 113008 Objekt-ID: 131234seit 2019                                 | Stadtplatz 28 Standort KG: Vöcklabruck                          | | BDA-Hist.: Q105646870 Status: Bescheid Stand der BDA-Liste: 2025-06-30 Name: Wohn- und Geschäftshaus GstNr.: .48/1                                                                             |
| ja   | Datei hochladen | Bürgerhaus HERIS-ID: 95276 Objekt-ID: 110590seit 2019                                               | Stadtplatz 29 Standort KG: Vöcklabruck                          | Ein für den Vöcklabrucker Stadtplatz typisches Haus mit waagrecht abschließender Stirnmauer, hinter der das Dach nicht sichtbar ist. | BDA-Hist.: Q105646724 Status: Bescheid Stand der BDA-Liste: 2025-06-30 Name: Bürgerhaus GstNr.: .7                                                                                             |
| ja   | Datei hochladen | Wohn- und Geschäftshaus HERIS-ID: 107801 Objekt-ID: 125164seit 2019                                 | Stadtplatz 30 Standort KG: Vöcklabruck                          | | BDA-Hist.: Q105646766 Status: Bescheid Stand der BDA-Liste: 2025-06-30 Name: Wohn- und Geschäftshaus GstNr.: .47                                                                               |
| ja   | Datei hochladen | Wohn- und Geschäftshaus HERIS-ID: 113009 Objekt-ID: 131235seit 2019                                 | Stadtplatz 31-35 Standort KG: Vöcklabruck                       | | BDA-Hist.: Q105646872 Status: Bescheid Stand der BDA-Liste: 2025-06-30 Name: Wohn- und Geschäftshaus GstNr.: .8/1                                                                              |
| ja   | Datei hochladen | Wohn- und Geschäftshaus HERIS-ID: 107804 Objekt-ID: 125167seit 2013                                 | Stadtplatz 31-35 Standort KG: Vöcklabruck                       | | BDA-Hist.: Q37811101 Status: Bescheid Stand der BDA-Liste: 2025-06-30 Name: Wohn- und Geschäftshaus GstNr.: .9/2 Stadtplatz 35, Vöcklabruck                                                    |
| ja   | Datei hochladen | Wohn- und Geschäftshaus HERIS-ID: 107802 Objekt-ID: 125165seit 2019                                 | Stadtplatz 32 Standort KG: Vöcklabruck                          | | BDA-Hist.: Q105646767 Status: Bescheid Stand der BDA-Liste: 2025-06-30 Name: Wohn- und Geschäftshaus GstNr.: .46                                                                               |
| ja   | Datei hochladen | Bankgebäude, Verwaltungs-/Bürogebäude HERIS-ID: 107803 Objekt-ID: 125166seit 2019                   | Stadtplatz 34 Standort KG: Vöcklabruck                          | | BDA-Hist.: Q105646771 Status: Bescheid Stand der BDA-Liste: 2025-06-30 Name: Bankgebäude, Verwaltungs-/Bürogebäude GstNr.: .42                                                                 |
| ja   | Datei hochladen | Torgewände mit Tor und tonnengewölbter Durchgang des Bürgerhauses HERIS-ID: 38772 Objekt-ID: 38371  | Stadtplatz 37 Standort KG: Vöcklabruck                          | Bemerkenswert an diesem Gebäude ist ein mit Meisterzeichen versehenes spätgotisches Tor von 1520. | BDA-Hist.: Q37983848 Status: Bescheid Stand der BDA-Liste: 2025-06-30 Name: Torgewände mit Tor und tonnengewölbter Durchgang des Bürgerhauses GstNr.: .37                                      |
| ja   | Datei hochladen | Wohn- und Geschäftshaus HERIS-ID: 112872 Objekt-ID: 131097seit 2017                                 | Stadtplatz 38 Standort KG: Vöcklabruck                          | | BDA-Hist.: Q37832461 Status: Bescheid Stand der BDA-Liste: 2025-06-30 Name: Wohn- und Geschäftshaus GstNr.: .41                                                                                |
| ja   | Datei hochladen | Wohn- und Geschäftshaus HERIS-ID: 113010 Objekt-ID: 131236seit 2019                                 | Stadtplatz 39 Standort KG: Vöcklabruck                          | | BDA-Hist.: Q105646874 Status: Bescheid Stand der BDA-Liste: 2025-06-30 Name: Wohn- und Geschäftshaus GstNr.: .38/1                                                                             |
| ja   | Datei hochladen | Oberer Stadtturm HERIS-ID: 95060 Objekt-ID: 110287                                                  | bei Stadtplatz 39 Standort KG: Vöcklabruck                      | Der Obere Stadtturm wurde im Zuge der Stadtbefestigung im 13. Jahrhundert erbaut, die Fassadenmalerei stammt aus dem Jahr 1503. | BDA-Hist.: Q64512962 Status: Bescheid Stand der BDA-Liste: 2025-06-30 Name: Oberer Stadtturm GstNr.: .38/2, .38/3 Oberer Stadtturm, Vöcklabruck                                                |
| ja   | Datei hochladen | Wohn- und Geschäftshaus HERIS-ID: 113011 Objekt-ID: 131237seit 2019                                 | Stadtplatz 40 Standort KG: Vöcklabruck                          | | BDA-Hist.: Q105646878 Status: Bescheid Stand der BDA-Liste: 2025-06-30 Name: Wohn- und Geschäftshaus GstNr.: .40                                                                               |
| ja   | Datei hochladen | Wohn- und Geschäftshaus HERIS-ID: 113012 Objekt-ID: 131238seit 2019                                 | Stadtplatz 42 Standort KG: Vöcklabruck                          | | BDA-Hist.: Q105646880 Status: Bescheid Stand der BDA-Liste: 2025-06-30 Name: Wohn- und Geschäftshaus GstNr.: .39                                                                               |
| ja   | Datei hochladen | Wohn- und Geschäftshaus HERIS-ID: 113194 Objekt-ID: 131442seit 2019                                 | Vorstadt 1 Standort KG: Vöcklabruck                             | | BDA-Hist.: Q105647021 Status: Bescheid Stand der BDA-Liste: 2025-06-30 Name: Wohn- und Geschäftshaus GstNr.: .68                                                                               |
| ja   | Datei hochladen | Wohn- und Geschäftshaus HERIS-ID: 113021 Objekt-ID: 131247seit 2019                                 | Vorstadt 2 Standort KG: Vöcklabruck                             | | BDA-Hist.: Q105646898 Status: Bescheid Stand der BDA-Liste: 2025-06-30 Name: Wohn- und Geschäftshaus GstNr.: .157                                                                              |
| ja   | Datei hochladen | Bürgerhaus HERIS-ID: 38773 Objekt-ID: 38372                                                         | Vorstadt 3 Standort KG: Vöcklabruck                             | | BDA-Hist.: Q37983861 Status: Bescheid Stand der BDA-Liste: 2025-06-30 Name: Bürgerhaus GstNr.: .69                                                                                             |
| ja   | Datei hochladen | Bürgerhaus HERIS-ID: 94615 Objekt-ID: 109774seit 2019                                               | Vorstadt 4 Standort KG: Vöcklabruck                             | | BDA-Hist.: Q105646678 Status: Bescheid Stand der BDA-Liste: 2025-06-30 Name: Bürgerhaus GstNr.: .129                                                                                           |
| ja   | Datei hochladen | Wohn- und Geschäftshaus HERIS-ID: 113013 Objekt-ID: 131239seit 2019                                 | Vorstadt 5 Standort KG: Vöcklabruck                             | | BDA-Hist.: Q105646883 Status: Bescheid Stand der BDA-Liste: 2025-06-30 Name: Wohn- und Geschäftshaus GstNr.: .70/2                                                                             |
| ja   | Datei hochladen | Bürgerhaus HERIS-ID: 94621 Objekt-ID: 109780seit 2019                                               | Vorstadt 6 Standort KG: Vöcklabruck                             | | BDA-Hist.: Q105646681 Status: Bescheid Stand der BDA-Liste: 2025-06-30 Name: Bürgerhaus GstNr.: .128                                                                                           |
| ja   | Datei hochladen | Bürgerhaus HERIS-ID: 94594 Objekt-ID: 109753seit 2019                                               | Vorstadt 7 Standort KG: Vöcklabruck                             | | BDA-Hist.: Q105646664 Status: Bescheid Stand der BDA-Liste: 2025-06-30 Name: Bürgerhaus GstNr.: .70/1, .71                                                                                     |
| ja   | Datei hochladen | Ehem. Brauerei HERIS-ID: 94622 Objekt-ID: 109781seit 2014                                           | Vorstadt 8 Standort KG: Vöcklabruck                             | | BDA-Hist.: Q37764735 Status: Bescheid Stand der BDA-Liste: 2025-06-30 Name: Ehem. Brauerei GstNr.: .127/1                                                                                      |
| ja   | Datei hochladen | Bürgerhaus HERIS-ID: 94599 Objekt-ID: 109758seit 2019                                               | Vorstadt 9 Standort KG: Vöcklabruck                             | | BDA-Hist.: Q105646667 Status: Bescheid Stand der BDA-Liste: 2025-06-30 Name: Bürgerhaus GstNr.: .72                                                                                            |
| ja   | Datei hochladen | Wohn- und Geschäftshaus HERIS-ID: 113014 Objekt-ID: 131240seit 2019                                 | Vorstadt 10 Standort KG: Vöcklabruck                            | | BDA-Hist.: Q105646885 Status: Bescheid Stand der BDA-Liste: 2025-06-30 Name: Wohn- und Geschäftshaus GstNr.: .126                                                                              |
| ja   | Datei hochladen | Bürgerhaus HERIS-ID: 94601 Objekt-ID: 109760seit 2019                                               | Vorstadt 11 Standort KG: Vöcklabruck                            | | BDA-Hist.: Q105646668 Status: Bescheid Stand der BDA-Liste: 2025-06-30 Name: Bürgerhaus GstNr.: .73/1                                                                                          |
| ja   | Datei hochladen | Bürgerhaus HERIS-ID: 94602 Objekt-ID: 109761seit 2019                                               | Vorstadt 13 Standort KG: Vöcklabruck                            | | BDA-Hist.: Q105646670 Status: Bescheid Stand der BDA-Liste: 2025-06-30 Name: Bürgerhaus GstNr.: .74, .73/2, 108                                                                                |
| ja   | Datei hochladen | Bürgerhaus HERIS-ID: 94605 Objekt-ID: 109764seit 2019                                               | Vorstadt 14 Standort KG: Vöcklabruck                            | | BDA-Hist.: Q105646673 Status: Bescheid Stand der BDA-Liste: 2025-06-30 Name: Bürgerhaus GstNr.: .86                                                                                            |
| ja   | Datei hochladen | Wohn- und Geschäftshaus HERIS-ID: 113015 Objekt-ID: 131241seit 2019                                 | Vorstadt 15 Standort KG: Vöcklabruck                            | | BDA-Hist.: Q105646886 Status: Bescheid Stand der BDA-Liste: 2025-06-30 Name: Wohn- und Geschäftshaus GstNr.: .78                                                                               |
| ja   | Datei hochladen | Bürgerhaus HERIS-ID: 94606 Objekt-ID: 109765seit 2019                                               | Vorstadt 16 Standort KG: Vöcklabruck                            | | BDA-Hist.: Q105646674 Status: Bescheid Stand der BDA-Liste: 2025-06-30 Name: Bürgerhaus GstNr.: .85                                                                                            |
| ja   | Datei hochladen | Bürgerhaus HERIS-ID: 94612 Objekt-ID: 109771                                                        | Vorstadt 19 Standort KG: Vöcklabruck                            | | BDA-Hist.: Q37764702 Status: Bescheid Stand der BDA-Liste: 2025-06-30 Name: Bürgerhaus GstNr.: 106                                                                                             |
| ja   | Datei hochladen | Figurenbildstock hl. Johannes Nepomuk HERIS-ID: 94537 Objekt-ID: 109695                             | bei Bahnhofstraße 1 Standort KG: Wagrain                        | | BDA-Hist.: Q37764606 Status: § 2a Stand der BDA-Liste: 2025-06-30 Name: Figurenbildstock hl. Johannes Nepomuk GstNr.: 2938                                                                     |
| ja   | Datei hochladen | Ehem. Wasserturm HERIS-ID: 45899 Objekt-ID: 47424                                                   | Freileiten 26 Standort KG: Wagrain                              | Der Wasserturm ist auch bekannt als Pumpnhaisl. Hier wurden bis zur vollständigen Elektrifizierung der Westbahn die Dampflokomotiven mit Wasser betankt. | BDA-Hist.: Q38018075 Status: Bescheid Stand der BDA-Liste: 2025-06-30 Name: Ehem. Wasserturm GstNr.: .371 Wasserturm, Bahnhof Vöcklabruck                                                      |
| ja   | Datei hochladen | Mariahilf-Kapelle HERIS-ID: 94404 Objekt-ID: 109558                                                 | Friedhofstraße Standort KG: Wagrain                             | Die frühbarocke Kapelle hat ein großes Eisengitter aus dem Jahr 1564. Nachdem das Marien-Medaillon 1968 gestohlen wurde, gestaltete man sie zu einer Dreifaltigkeitskapelle um. 1994 wurde die Kapelle restauriert und durch eine Kopie des Marien-Medaillons wieder in einen Mariahilf-Kapelle umgewandelt. | BDA-Hist.: Q37764315 Status: § 2a Stand der BDA-Liste: 2025-06-30 Name: Mariahilf-Kapelle GstNr.: 907/1                                                                                        |
| ja   | Datei hochladen | Kath. Filialkirche Mariä Himmelfahrt, Schöndorfer Kirche HERIS-ID: 94403 Objekt-ID: 109557          | bei Friedhofstraße 7 Standort KG: Wagrain                       | Die gotische Hallenkirche stammt aus dem 15./16. Jahrhundert. Ein Vorgängerbau wurde urkundlich erstmals 824 erwähnt. Bis 1785 war sie die Pfarrkirche von Vöcklabruck. | BDA-Hist.: Q989539 Status: § 2a Stand der BDA-Liste: 2025-06-30 Name: Kath. Filialkirche Mariä Himmelfahrt, Schöndorfer Kirche GstNr.: .140 Wallfahrtskirche Maria Schöndorf, Vöcklabruck      |
| ja   | Datei hochladen | Friedhof mit Friedhofskapellen HERIS-ID: 94517 Objekt-ID: 109675                                    | gegenüber Friedhofstraße 7 Standort KG: Wagrain                 | | BDA-Hist.: Q37764603 Status: § 2a Stand der BDA-Liste: 2025-06-30 Name: Friedhof mit Friedhofskapellen GstNr.: 907/2, 914/2, 914/5, 919/5, 919/3, 919/9                                        |
| ja   | Datei hochladen | Pfarrhof HERIS-ID: 94399 Objekt-ID: 109553                                                          | Pfarrhofgries 1 Standort KG: Wagrain                            | Die hufeisenförmige Anlage wurde – basierend auf einem Vorgängerbau – im Anschluss an den Bau der Dörflkirche von Carlo Antonio Carlone in den Jahren 1691 bis 1694 errichtet. | BDA-Hist.: Q37764287 Status: § 2a Stand der BDA-Liste: 2025-06-30 Name: Pfarrhof GstNr.: .1 |
| ja   | Datei hochladen | Kath. Filialkirche St. Ägidius, Dörflkirche HERIS-ID: 52660 Objekt-ID: 60089                        | bei Pfarrhofgries 1 Standort KG: Wagrain                        | Die im 12. Jahrhundert durch Pilgrim von Weng erbaute Kirche wurde von Carlo Antonio Carlone zu einer barocken Kreuzkuppelkirche umgebaut wurde (1688 fertiggestellt). | BDA-Hist.: Q38053281 Status: § 2a Stand der BDA-Liste: 2025-06-30 Name: Kath. Filialkirche St. Ägidius, Dörflkirche GstNr.: .2/1 Saint Giles Church (Wagrain)                                  |
| ja   | Datei hochladen | Delphinbrunnen HERIS-ID: 94402 Objekt-ID: 109556                                                    | bei Pfarrhofgries 1 Standort KG: Wagrain                        | Der Brunnen im Pfarrhof wurde 1693 von H. Bampointner errichtet. | BDA-Hist.: Q37764302 Status: § 2a Stand der BDA-Liste: 2025-06-30 Name: Delphinbrunnen GstNr.: .1                                                                                              |
| ja   | Datei hochladen | Schloss Wagrain, Bundesrealgymnasium HERIS-ID: 38397 Objekt-ID: 37950                               | Schloßstraße 31 Standort KG: Wagrain                            | Das Gebäude wurde urkundlich 1135 erstmals als Gut erwähnt. Nachdem Kaiser Maximilian I. das Gut zu einem Edelmannsitz erhob, begann man mit dem Bau des Schlosses. Im Schloss ist das Bundesrealgymnasium Schloss Wagrain untergebracht.                                                                    | BDA-Hist.: Q677812 Status: Bescheid Stand der BDA-Liste: 2025-06-30 Name: Schloss Wagrain, Bundesrealgymnasium GstNr.: 595/4 Schloss Wagrain (Vöcklabruck)                                     |